# الدوري الفنزويلي الممتاز 1995–96
الدوري الفنزويلي الممتاز 1995–96 هو الموسم 76 من الدوري الفنزويلي الممتاز. كان عدد الأندية المشاركة فيه 18، وفاز فيه Minervén S.C. ‏.